# Bezirk Ropaži (2005–2021)
Der Bezirk Ropaži (Ropažu novads) war ein Bezirk in Lettland, der von 2005 bis 2021 existierte. Bei der Verwaltungsreform 2021 wurde der Bezirk in einen neuen, größeren Bezirk Ropaži überführt.

## Geographie
Der Bezirk lag im Zentrum des Landes östlich der Bucht von Riga.

## Nachweise
1. ↑  Vides aizsardzības un reģionālās attīstības ministrija (Ministerium für Naturschutz und Regionalentwicklung), Karten und Auflistung der Verwaltungseinheiten, abgerufen am 30. Juli 2021